# 勒芒主教座堂

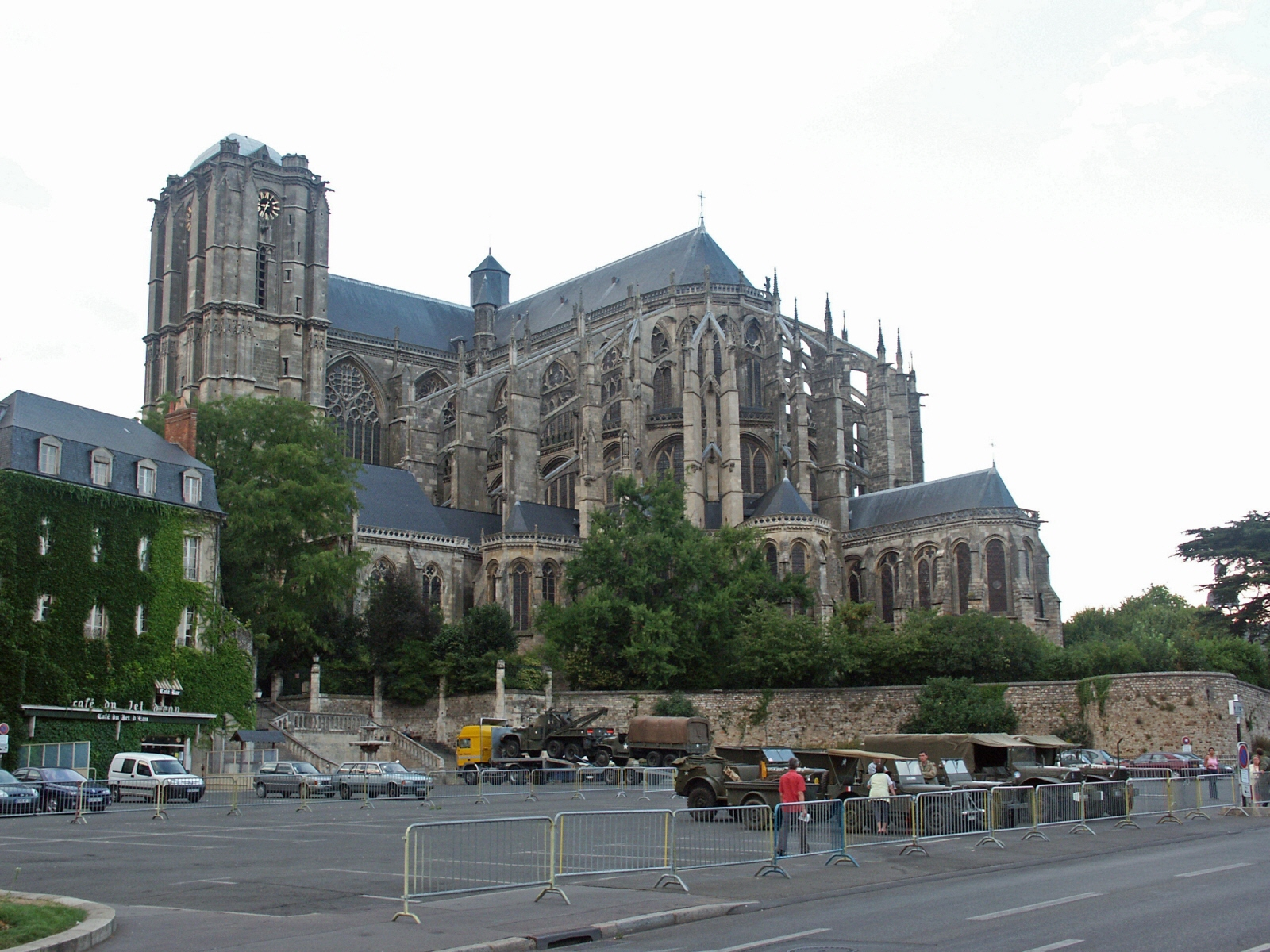
勒芒主教座堂

勒芒主教座堂（法語：Cathédrale St-Julien du Mans）是位於法國城市勒芒的一座羅馬天主教的主教座堂。教堂獻給勒芒的聖儒利安—勒芒的第一位主教，他在4世紀初時開始在這一帶傳教。教堂則修建於6世紀至14世紀時期。教堂的彩色玻璃擁有很高的藝術價值。

## 外部連結
- Art Roman （页面存档备份，存于）
- La paroisse de la cathédrale du Mans （页面存档备份，存于）
- Photos （页面存档备份，存于）
- Orgues de France （页面存档备份，存于） Le grand orgue de la cathédrale du Mans.